# 埃克勒 (芬蘭)

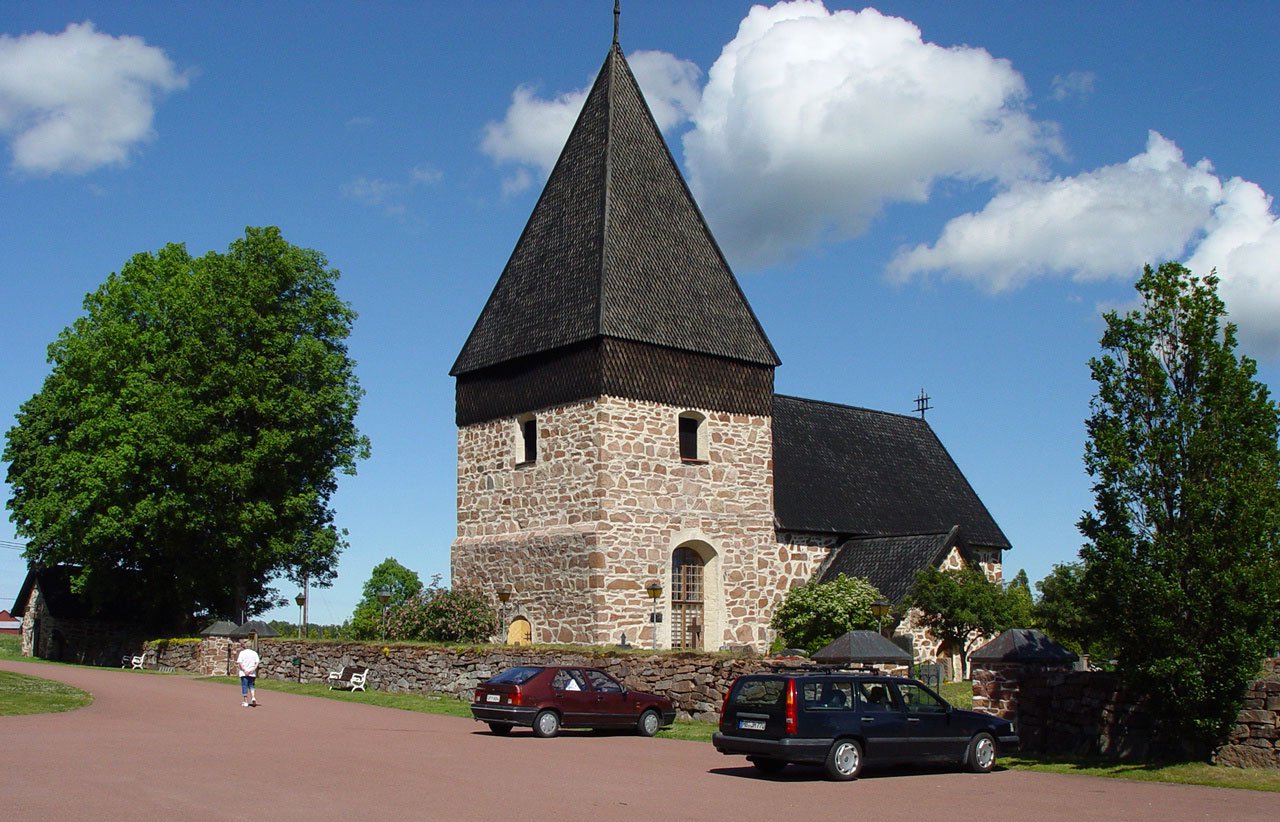
埃克勒教堂

埃克勒（瑞典語：Eckerö）是芬蘭的市鎮，由奧蘭群島負責管轄，距離瑪麗港約35公里，面積752.63平方公里，最高點海拔高度40米，2013年人口961，人口密度為每平方公里8.92人。

## 外部連結
- 埃克勒市镇官方网站（页面存档备份，存于） （瑞典文）
- 维基导游上有關Eckerö的旅行指南